# Khwaja Ahmad Abbas
Khwaja Ahmad Abbas (n. 7 iunie 1914, Panipat⁠(d), India Britanică, India – d. 1 iunie 1987, Mumbai, Maharashtra, India) a fost un scenarist, regizor de filme, scriitor și ziarist indian. După scenariile lui au fost realizate filmele Vagabondul (1951) și Articolul 420 (1955).

## Filmografie

### Scenarist
- Vagabondul (1951)
- Articolul 420 (1955)